# 哈澤德維爾 (康乃狄克州)
哈澤德維爾（英語：Hazardville）是位於美國康乃狄克州哈特福縣的一個人口普查指定地區。

## 地理
哈澤德維爾的座標為41°59′14″N 72°32′41″W / 41.98722°N 72.54472°W，而該地最高點為海拔高度15米（即50英尺）。

## 人口
根據2010年美國人口普查的數據，哈澤德維爾的面積為8.50平方千米，當中陸地面積為8.50平方千米，而水域面積為0.00平方千米。當地共有人口4599人，而人口密度為每平方千米541人。